# Cañón del Atuel

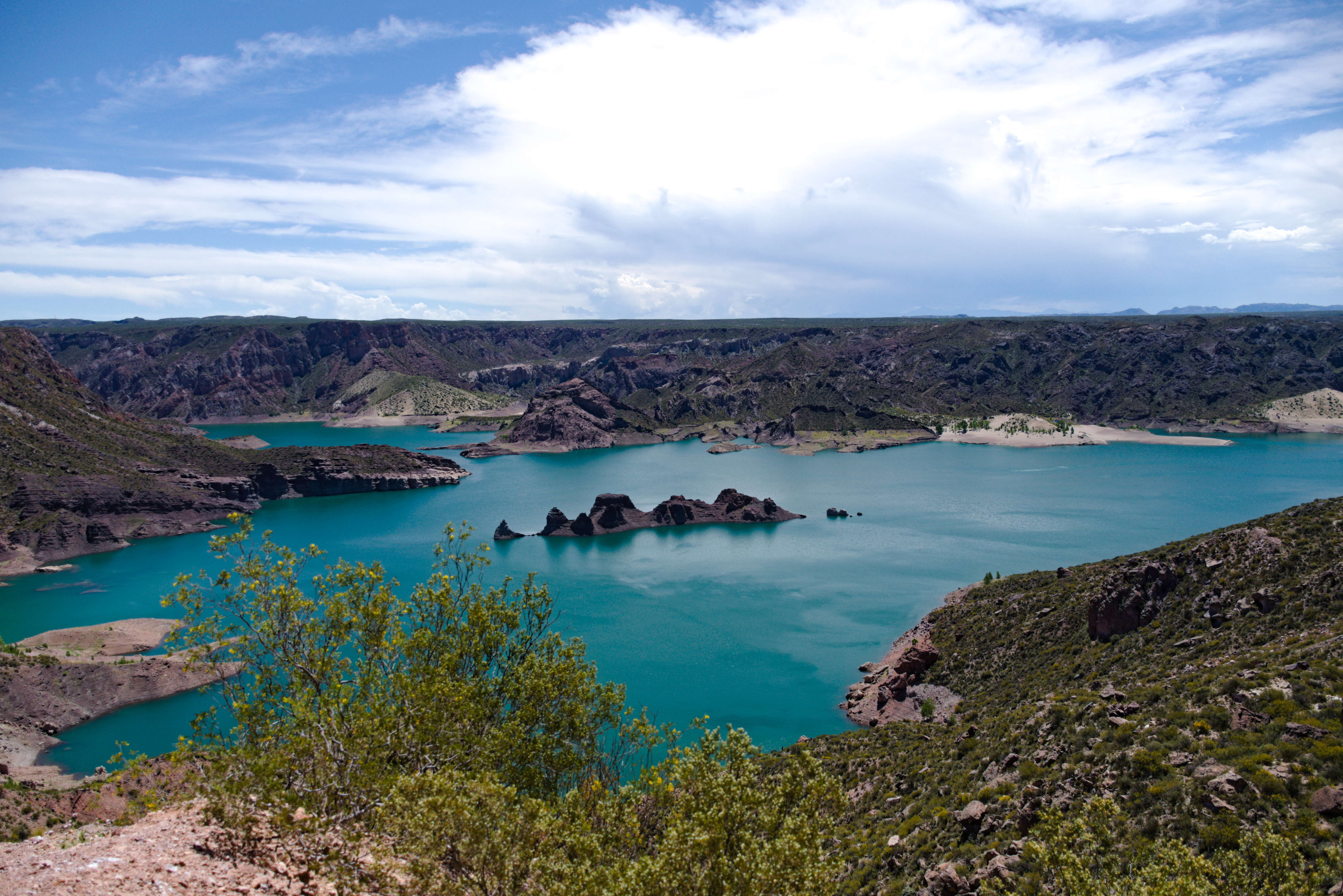
Formación "El Submarino": isla dentro del lago formado por el Embalse Valle Grande, Cañón del Atuel, San Rafael.

El cañón del Atuel es un estrecho cañón donde desemboca el río Atuel. Se encuentra en el Valle Grande, perteneciente al departamento San Rafael, en la provincia de Mendoza (Argentina).

## Geografía

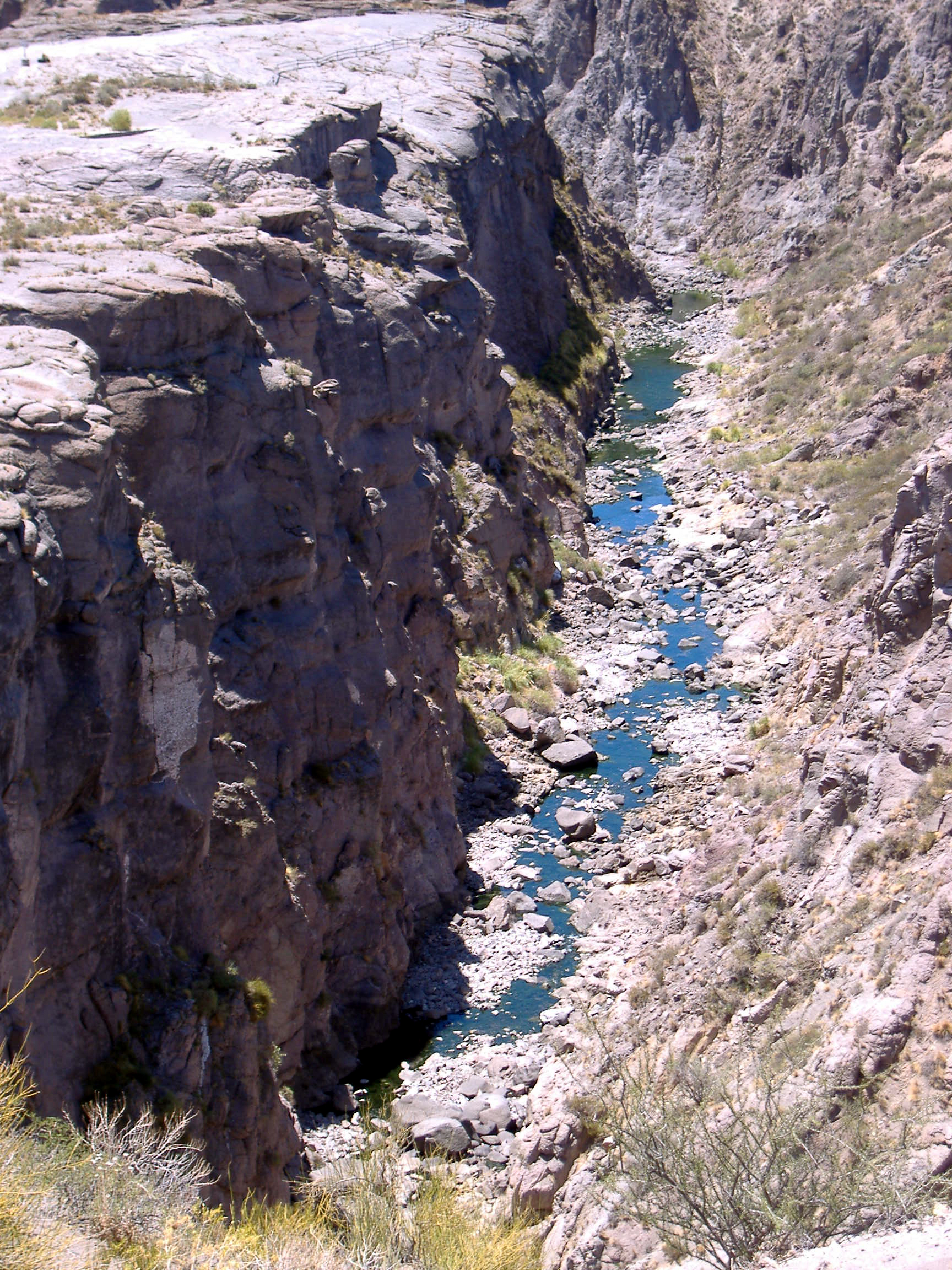
El río Atuel en el cañón.

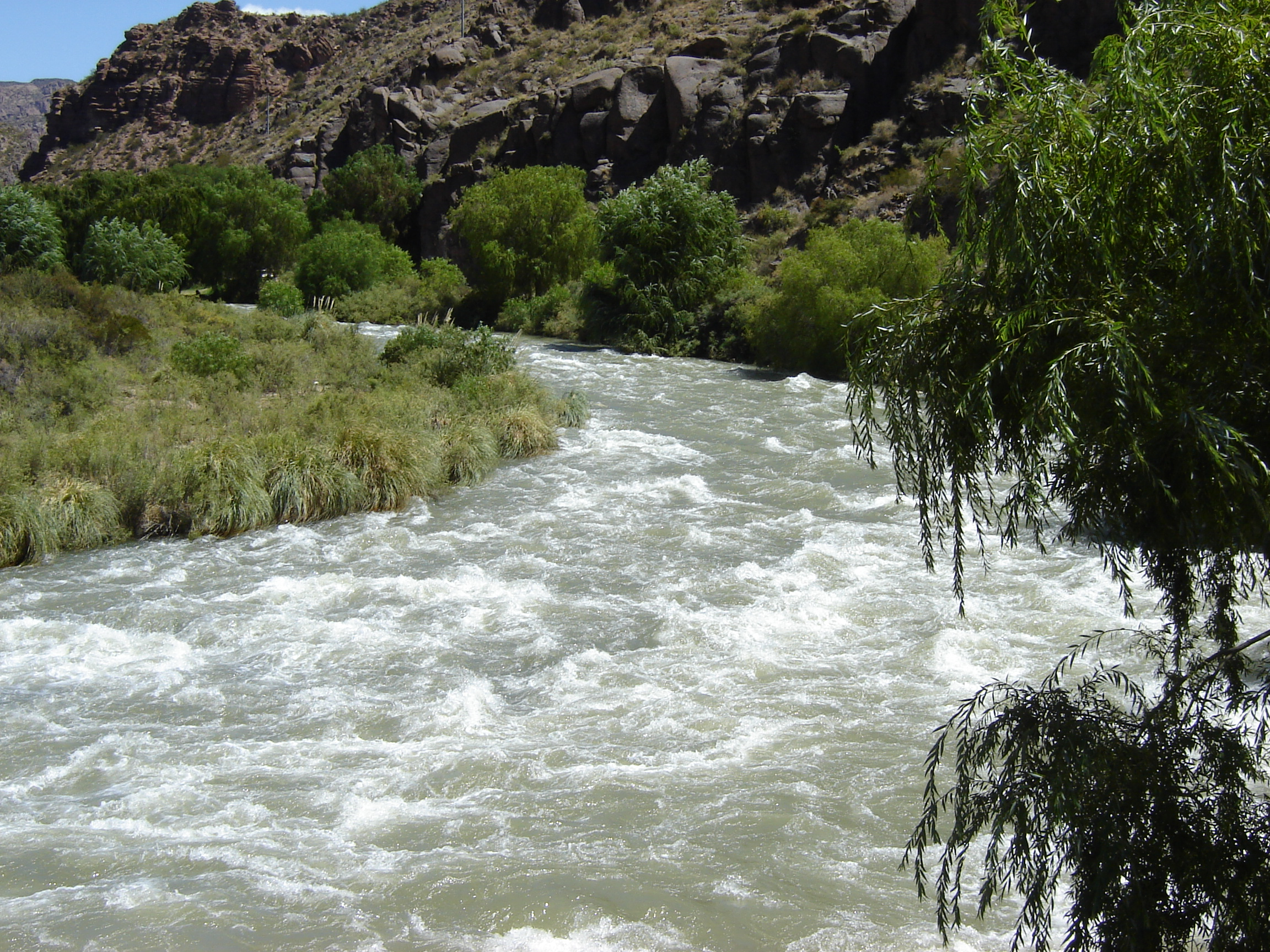
El río Atuel a la salida del cañón.

El cañón se encuentra formado por la erosión fluvial, producto del curso del río Atuel, y la erosión del viento
Comienza en el Embalse El Nihuil a 70 km de la ciudad de San Rafael y su desembocadura varios kilómetros aguas abajo del Embalse Valle Grande. y el mismo tiene una extensión de unos 56 km y una profundidad promedio de 260 m . Se pueden apreciar diversas formaciones de las rocas a las cuales se les han dado nombres tales como La Torta de Hojaldre, El Cinturón de San Martín, La Procesión, El Hongo, El Búho y El Submarino.

## Embalses
En su extensión se pueden encontrar 4 embalses:El Nihuil, Aisol, Tierras Blancas y Valle Grande. Son presas que regulan su caudal y se aprovechan para la generación de energía eléctrica.  Gran parte de la energía se da a la provincia de Mendoza y está interconectada a la red nacional de energía eléctrica.
Valle Grande posee un espejo de agua rodeado de pintorescas y escarpadas serranías, que pueden observarse desde el murallón de 115 m de altura.

## Actividades
Este agreste escenario se presta a la práctica de los deportes de aventura. Contiene varios rápidos, usados en balsismo y canoaje; clasificados entre clase II (novicio) a IV (avanzado) en la escala WW. En la zona se practica pentatlón mediante un combinado de competencias de windsurf, moto enduro, kayak, ciclismo, pedestrismo, escalada deportiva y ráfting por el río Atuel. El área circundante incluye muchos hoteles, sitios para acampar, clubes de campo y otras instalaciones de alojamiento.